# Masters of Ceremony
Cet article possède un paronyme, voir Maître de cérémonie.
Pour les articles homonymes, voir MOC.
Masters of Ceremony, parfois abrégé MoC, est un groupe néerlandais de mainstream hardcore. Il est formé en 1996 par Jeroen Streunding (Neophyte) et Rob Christensen (Euromasters), et verra plus tard l'arrivée de Danny Greten, Jarno Butter, Jeroen Streunding, Kelly van Soest, Michael Kramer (DJ Dazzler) et Niels van Hoeckel. Au total, le groupe compte sept EP à leur actif depuis Hardcore to da Bone (1996), Hardcore Will Survive (2000), Under Control (2001), Know Your Enemy (2002), Bottoms Up (2007), Dirt (2008), et Break (2009).

## Histoire
Le groupe est initialement formé en 1996 par Jeroen Streunding (Neophyte) et Rob Christensen (Euromasters), à l'occasion de la composition, la même année, de l'EP intitulé Hardcore to da Bone, distribué par le label discographique indépendant néerlandais Forze Records. Le morceau-titre original, devenu un véritable hymne de la techno hardcore, reprend un sample vocal issu du morceau rap Throw Your Hands in the Air de Cypress Hill. Il est encore joué dans les festivals, comme notamment à l'édition 2016 de Ghosttown.
Au fil du temps, le groupe se développe pour inclure d'autres membres dont Danny Greten, Jarno Butter, Jeroen Streunding, Kelly van Soest, Michael Kramer (DJ Dazzler) et Niels van Hoeckel. En 2000, Masters of Ceremony publient leur deuxième EP, Hardcore Will Survive, qui est suivi, en 2001, par un troisième, intitulé Under Control. En 2002, le groupe publie son quatrième EP, Know Your Enemy. L'un des morceaux qui en est extrait, So Fucking What, est notamment mixé dans la compilation DHT - Virus 8, publiée par la société EMI Group. Après cinq ans sans sortir de nouvel EP, en février 2007, le groupe annonce la sortie prochaine de Bottoms Up. À cette période, MoC comprend cinq membres : Jeroen, Kelly, Jarno, Danny, et Niels. En 2009, le groupe publie l'EP Break.
En 2010, l'album live VA - Q-Base: Lost in Dreams est publié, et comprend un remix de l'hymne du festival homonyme par Masters of Ceremony. En 2016, le groupe participe au Deine Slampe Festival.

## Discographie
- 1996 : Hardcore to da Bone (Forze Records)
- 2000 : Hardcore to da Bone (Original and Remixes) (PN Records)
- 2000 : Hardcore Will Survive (Neophyte Records)
- 2001 : Under Control (Neophyte Records)
- 2002 : Know Your Enemy (Neophyte Records)
- 2007 : Bottoms Up (Neophyte Records)
- 2008 : Dirt (Neophyte Records)
- 2009 : Break (Neophyte Records)